# Cylindrarcturus elongatus
Cylindrarcturus elongatus là một loài chân đều trong họ Antarcturidae. Loài này được Schultz miêu tả khoa học năm 1981.